# TOYRISE
TOYRISE（トイライズ）は、タカラトミーが展開するハイターゲット向け商品である。「T-SPARK」の一レーベルで、完成品リアルトイプロダクトとして発売。ユーザーの想像力を刺激し、独創性を追求し、共通規格のジョイントが採用されカスタムが可能。

## 製品

### 勇者シリーズ

#### 勇者エクスカイザー
キングエクスカイザー（2025年3月）
デザインアレンジが行われ、タカラや他社から発売されているものと異なり従来のキングローダーのビークルモードやジェットモードの他、基地モードが追加され、合体もエクスカイザーが前面からではなく後面からコンパクトに折りたたまれて合体するというコンセプトとなっている。
ドラゴンカイザー（2025年12月予定）
デザインアレンジが行われ、タカラや他社から発売されているものと異なり従来のドラゴンジェット形態からのドラゴンカイザーへの完全変形の他、基地モードが追加され、合体も上述のエクスカイザーや後述のエクスカイザーを前面からではなく後面からコンパクトに折りたたまれて合体するというコンセプトとなっている。また、オリジナル武装としてドラゴンアーチェリーを2分割し短剣としたり、カイザーソードにジョイント可能。両腕のドラゴンキャノンは共通5mmジョイントでドラゴンカイザー単体やキングエクスカイザーにジョイント可能。両肩のドラゴンアンカーも取り外し可能で武器として使用可能。キングエクスカイザーと合体しグレートエクスカイザーも再現可能。フェイスマスクの取り外しも選択式でマスクオフの状態が再現可能。巨大カイザーソードも付属。
エクスカイザー カイザーソードセット（2025年12月予定、タカラトミーモール限定発売）
エクスカイザー本体の成型色をオリジナル玩具をイメージした赤色で、青色をメタリック調にした特別仕様にしている。サンダーフラッシュ時の発光状態をイメージした剣先をゴールドペイントにしたキングエクスカイザー時に使用できるカイザーソードも付属。

#### 勇者王ガオガイガーFINAL
ジェネシックガオガイガー（2025年8月予定）
デザインアレンジが行われ、余剰パーツなしでファイナルフュージョンを再現。ジェネシックギャレオン～ジェネシックガイガーへの変形は差し替えなしで再現可能。
ガオファイガー（2026年2月予定）
デザインアレンジが行われ、余剰パーツなしでファイナルフュージョンを再現。ファントムガオー～ガオファーへの変形は差し替えなしで再現可能。オリジナルギミックとしてガオーマシンを武装することも可能。
ジェネシックガイガー（2026年2月予定、タカラトミーモール限定発売）
ジェネシックガイガー本体の成型色をオリジナル玩具をイメージしたカラーリングの特別仕様で、ヘル・アンド・ヘブンをイメージしたカラーリングのハンドパーツが付属。

### 勇気爆発バーンブレイバーン
バーンブレイバーン（2025年7月）
イサミ・アオのミニフィギュアの他、バーン・ブレイド2本、バーン・アックス1本、拳パーツ、台座が付属。バーン・ブレイドは背部に懸下できる。ブレイサンダーは差し替えなしで変形可能。バーンドラゴンはライディングギアの展開ギミックが搭載されている他、肩部キャノンの合体時における伸縮角度調整が可能。

### 装甲騎兵ボトムズ
ATコレクション01 スコープドッグ レッドショルダーカスタム（2025年9月予定）
左肩のバニラによる塗装の赤いアーマーも再現している他、コックピットやメンテナンスハッチの開閉、バイザーの上部開閉、スコープ可動ギミックを再現している。スケールは1/48。
ATコレクション02 スコープドッグ メルキア仕様（2025年9月予定）
ヘビィマシンガン以外にもロックガン、ペンタトルーパー、パラシュートザックも付属。スケールは1/48。
ATコレクション03 スコープドッグターボカスタム（2026年1月予定）
『装甲騎兵ボトムズ ザ・ラストレッドショルダー』に登場するスコープドッグタイプ20 ターボカスタムを再現している他、キリコ機、グレゴルー機、バイマン機、ムーザ機の装備がそれぞれ同梱し、1機で4機体分の兵装が再現可能。スケールは1/48。
ATコレクション04 スコープドッグ宇宙戦仕様（2026年2月予定）
テレビ版第29話に登場する謎の戦艦X艦内に搭載されていたラウンドムーバー装備の宇宙戦仕様を再現している。ソリッドシューターとショートバレルのヘヴィマシンガンが付属。スケールは1/48。

### ビーダマン

#### Bビーダマン爆外伝
DMB-01 ホワイトブロス（2025年9月予定）
リメイクが行われ、デュアルモデルシステムを採用し、可動フレームに一部塗装済みのアーマーパーツを取り付ける形となっている。ビーダカプセルも同梱し、付属しているしろボンのフィギュアが搭乗可能で、当時品同様に頭部取付ライドモードができる。ビーダカプセルを回転させることで頭部形成のギミックを再現している。各部のマーキングはデカールシールで再現している。当時品と異なりビーダマならびにピンポン玉、BB弾の発射ギミックはないがライト&サウンドギミックによりビーダカノンの発射を発光と劇中サウンドで再現している。ビーダマには発光によりプラネットエンブレムが浮かび上がる造形がされている。しろボン役の桑島法子の新規台詞も収録されている。後述のブルーブレイバー、イエロークラッシャーと合体しセイントブラスターが再現可能。
DMB-02 ブルーブレイバー（2025年10月予定）
上記のホワイトブロスと同様の構造で、付属しているあおボンのフィギュアもビーダカプセルに搭乗可能。あおボン役の小桜エツコの新規台詞も収録されている。上述のホワイトブロス、後述のイエロークラッシャーと合体しセイントブラスターが再現可能。
DMB-03 イエロークラッシャー（2025年11月予定）
上記のホワイトブロス、ブルーブレイバーと同様の構造で、付属しているきいろボンのフィギュアもビーダカプセルに搭乗可能。きいろボン役の真殿光昭の新規台詞も収録されている。上述のホワイトブロス、ブルーブレイバーと合体しセイントブラスターが再現可能。

### 魔弾戦記リュウケンドー
AFR-01 リュウケンドー（2025年11月予定）
全身に可動ギミックを内蔵し、胸部に肩の引き出しギミックを備えており、必殺技の「魔弾斬り」などの両手持ちも再現可能。全身のアーマーパーツは着脱可能。ゲキリュウケンも付属し、ウイングやグリップが可動でき、魔弾キーの装填モードも再現可能。アーマーパーツの接続部は3mm軸、4mm軸を採用しパーツの入れ替えや別商品との連動が出来る。ゲキリュウケンモバイルモードも付属。トイライズオリジナルギミックとしモバイルモードを分解することでアーマーモードへの変形ギミックを搭載し本体のアーマーパーツとの交換でアーマライズリュウケンドーにすることが可能。